# 新建路隧道
新建路隧道位于中国上海市，是黄浦江上的一座公路隧道，2010年3月建成通车。
新建路隧道为南北走向，东西两线，北起虹口区海伦路海拉尔路，沿新建路向南穿越黄浦江后止于浦东新区陆家嘴环路东城路（东线）和银城中路东园路（西线），主线全长2764.04米，双向四车道，设计时速40公里，于2010年1月全面建成。

## 开放的出入口
- 浦西：海伦路海拉尔路（双向出入口），唐山路高阳路（东线出口，南向东方向），新建路东余杭路（西线入口，北向南方向）
- 浦东：银城中路东园路（西线出口，北向西南方向），陆家嘴环路东城路（东线入口，南向北方向）[3]